# Scream Queen Hot Tub Party
Pour plus de détails, voir Fiche technique et Distribution.
Scream Queen Hot Tub Party est un film américain réalisé par Fred Olen Ray, sorti en 1991. Le film met en vedette les reines hurleuses Linnea Quigley, Brinke Stevens et Michelle Bauer.

## Synopsis
Cinq Scream Queens d’Hollywood se rencontrent pour passer une nuit ensemble dans un manoir. Cependant, il semble qu’elles soient traquées par un tueur.

## Distribution
- Linnea Quigley : elle-même
- Brinke Stevens : elle-même
- Monique Gabrielle : elle-même
- Kelli Maroney : elle-même
- Michelle Bauer : elle-même
- Roxanne Kernohan : elle-même
- Deborah Dutch
- Melissa Moore[1].

## Production
Ray dit que le film a été tourné en une journée :

« À l’époque, vous vouliez parfois posséder quelque chose. Tout ce que vous faisiez, c’était travailler pour d’autres personnes, puis vous vous asseyiez et regardiez des milliers de dollars changer de mains, et vous n’en aviez jamais une part. Vous n’arrêtiez pas de penser que la seule différence entre vous et ces gars-là était que vous ne pouviez pas vous permettre de financer une production. À cette époque, nous sortions avec certaines de ces filles. C’est ainsi qu’elles sont devenues partenaires dans le projet. Je l’ai tourné chez moi et nous l’avons fait à très bon marché, mais il s’est avéré être assez réussi. Nous ne lui avons jamais accordé de licence. Nous avons rencontré quelqu’un qui avait une sorte de connexion dans un magazine, et ils achetaient les VHS et les vendaient par le biais d’une annonce dans un magazine. Il s’agissait de milliers et de milliers de dollars. Nous n’avons jamais eu à accorder de licence à qui que ce soit. Nous avons fait une licence au Royaume-Uni, mais aux États-Unis, nous avons expédié les VHS nous-mêmes, nous ne sommes jamais passés par une autre société et cela a très bien fonctionné. C’était juste un peu rien... Roger Corman et tout le monde nous a donné la permission d’utiliser un certain nombre de minutes de films que nous avions réalisés pour eux, donc nous avons pu tout compléter »

.